# إبراهيم أباد (بشاريات الغربي)
إبراهیم أباد (بالفارسية: ابراهیم‌آباد) هي منطقة سكنية تقع في إيران في قسم بشاریات الغربي الریفي. يقدر عدد سكانها بـ 408 نسمة .